# Tourmignies
Tourmignies település Franciaországban, Nord megyében. Lakosainak száma 950 fő (2022. január 1.). Tourmignies Avelin, Attiches, Mérignies és Mons-en-Pévèle községekkel határos.

## Népesség
A település népessége az elmúlt években az alábbi módon változott:
| Lakosok száma | 788  | 867  | 907  | 888  | 895  | 903  | 940  | 947  | 950  |
|               | 2013 | 2015 | 2016 | 2017 | 2018 | 2019 | 2020 | 2021 | 2022 |